# Doña Ana (Nuevo México)
Doña Ana es un lugar designado por el censo ubicado en el condado de Doña Ana en el estado estadounidense de Nuevo México. En el Censo de 2010 tenía una población de 1211 habitantes y una densidad de población de 731,72 personas por km².
Forma parte del área metropolitana de Las Cruces.

## Geografía
Doña Ana se encuentra ubicado en las coordenadas 32°23′38″N 106°49′4″O / 32.39389, -106.81778. Según la Oficina del Censo de los Estados Unidos, Doña Ana tiene una superficie total de 1,66 km², de la cual 1,65 km² corresponden a tierra firme y (0%) 0 km² es agua.

## Demografía
Según el censo de 2010, había 1211 personas residiendo en Doña Ana. La densidad de población era de 731,72 hab./km². De los 1211 habitantes, Doña Ana estaba compuesto por el 59,45% blancos, el 0,41% eran afroamericanos, el 0,74% eran amerindios, el 0,17% eran asiáticos, el 0% eran isleños del Pacífico, el 37,24% eran de otras razas y el 1,98% pertenecían a dos o más razas. Del total de la población el 86,62% eran hispanos o latinos de cualquier raza.